# Université Mundiapolis Casablanca

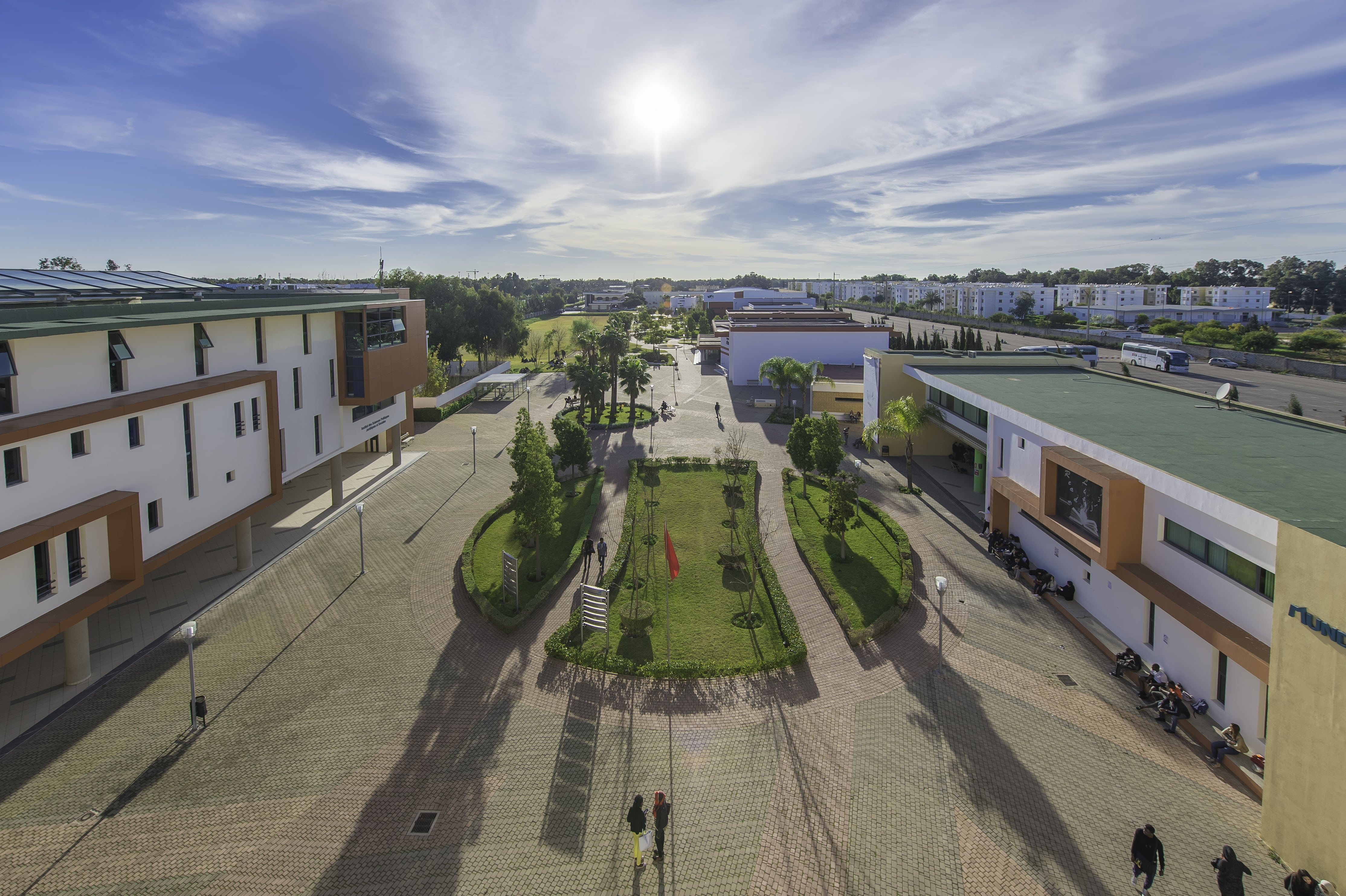
Campus de l'Université Mundiapolis Casablanca

 (novembre 2021).
L'Université Mundiapolis de Casablanca (arabe : جامعة العالمیة) est une université marocaine privée, créée en 1996 à Casablanca.
Elle est membre fondateur du réseau Honoris United Universities, 1er réseau panafricain d’enseignement supérieur privé. 

## Création
Elle est née du regroupement de plusieurs écoles pionnières dans le secteur : Polyfinance, IMADE et EMIAE. Forte de ses 27 années d’expérience, l’Université Mundiapolis est une université reconnue par l’État qui a pour mission d’orienter, de former les «change makers» de demain et de les accompagner jusqu’à une insertion professionnelle réussie.
L’Université s’est construite sur 4 valeurs fondamentales: L’excellence académique, une pédagogie innovante, une culture entrepreneuriale et l’internationalisation.
L’Université Mundiapolis dispose de 2 campus universitaires : Le campus Nouaceur sur une superficie de 3 hectares et le campus Roudani au cœur de la capitale économique. Les 2 campus sont dotés d’infrastructures et équipements pédagogiques modernes permettant aux étudiants de bénéficier d’un cadre de vie et de travail stimulant.
L’Université Mundiapolis regroupe 5 pôles d’enseignement : Business, Ingénierie, Droit et Sciences Politiques, Sciences de la Santé et un pôle de Formation Executive. Soit 27 programmes en formation initiale et 11 programmes en formation continue.
L’Université Mundiapolis compte plus de 6000 lauréats et peut compter sur un réseau de partenaires et d’entreprises de renom engagés à faciliter des stages aux étudiants et leur insertion professionnelle. 

## Histoire
(février 2017).
1996: Création de Polyfinance, la première école spécialisée en Ingénierie financière au Maroc.
1999: Création de l'Institut du Management et du Droit de l'Entreprise (IMADE), le premier institut spécialisé dans le droit des affaires au Maroc.
2002: Création de l'Ecole Marocaine d'Informatique, Electronique et Automatique (EMIAE).
2009: Fusion des 3 écoles pour donner naissance à l'Université Mundiapolis Casablanca, premier campus privé pluridisciplinaire au Maroc.
2012: Mundiapolis décroche officiellement le label “Université”
2015: Lancement de la Faculté des Sciences de la Santé de l’Université Mundiapolis
2017: Mundiapolis est membre fondateur d’Honoris United Universities. 1er réseau panafricain d’enseignement supérieur privé
2018: Reconnaissance de l’Université par l’Etat qui donne l’équivalence des diplômes de l’Université aux diplômes nationaux
2019: Ouverture du 2ème campus universitaire de Mundiapolis au centre de Casablanca: Campus Roudani

## Formation
L’Université Mundiapolis regroupe 6 pôles d’enseignement : 
- Faculté des Sciences de la Santé,
- Ecole d’Ingénierie,
- Business School,
- Institut des Sciences Politiques, Juridiques et Sociales,
- Centre de Classes Préparatoires,
- Centre de Formation Executive

## Président
- Abderrahmane Lahlou

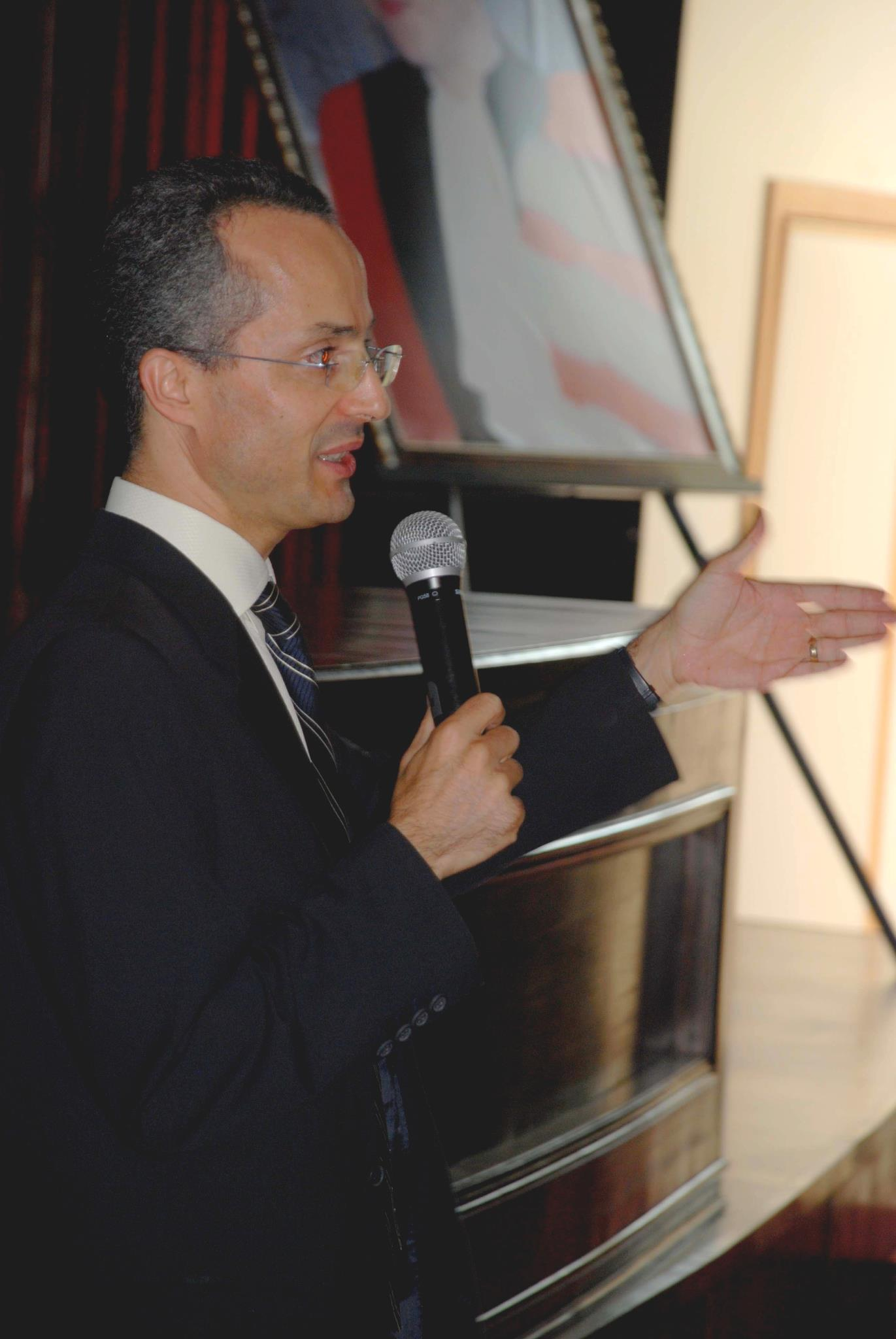
Amine Bensaid, ancien président de l'université

- Dr. Amine Bensaid (2011-2019)
- Dr. Mohamed Barkaoui (2019- )